# La Rentrée des troupeaux
La Rentrée des troupeaux est un tableau peint par Pieter Brueghel l'Ancien en 1565. Il est conservé au musée d'histoire de l'art de Vienne à Vienne.

## Description
La rentrée des troupeaux ne trouve pas ses origines dans les calendriers flamands. Peut-être Brueghel l'Ancien combine-t-il ici son expérience des paysages alpins, avec l'intention convaincante, du point de vue de la composition de peindre un paysage de montagne à l'automne. De fait, il relègue au second plan les traditionnelles vendanges, et leur accorde peu d'espace. L'orage qui s'approche tire une grande partie de ses effets des montagnes se dressant devant lui. Le troupeau de vaches se dirigeant vers le village constitue une de ses créations les plus libres. Vues de dos, les bêtes apparaissent proportionnées au chemin forestier et leur fourrure est rendue par un sens consommé de la matière par de fines couches de couleurs transparentes. S'il fallait décider quel tableau de la série des mois a été exécuté en dernier, ou du moins par la main la plus rapide et expérimentée, on pourrait bien s'accorder sur ce paysage de fin d'automne.